# Погоня за панкерой
«Пого́ня за панке́рой» (англ. The Pursuit of the Pankera) — фантастический роман Роберта Хайнлайна. Писатель работал над текстом в 1977 году, вдохновляясь pulp-литературой начала XX века, особенно мирами Эдгара Берроуза (Барсум), Лаймена Фрэнка Баума (страна Оз) и Эдварда Смита (Серые Ленсмены). Первоначальным названием романа было «The Panki-Barsoom: Number of the Beast» («Панки́ с Барсума: число Зверя»). Однако эксперимент был признан неудачным, и в 1979 году на основе замысла и части материала (глав 1—17 и 31—37) был написан роман «Число зверя». Рукопись «Панкеры» Хайнлайн завещал уничтожить, однако она уцелела в писательском архиве и хранится в Калифорнийском университете. В 2020 году рукопись была напечатана как краудфандинговый проект; роман был разрекламирован и хорошо продавался. Название было дано публикаторами. В 2022 году вышел русский перевод.

## Сюжет
Текст включает 49 глав, изложение ведётся от имени четырёх главных персонажей, впрочем, стилистика их повествования неизменна. Профессор Логанского университета (где-то в Юте) Зебадия Картер знакомится на вечеринке с молодой красавицей ДиТи Берроуз, которая объявляет, что она «Прекрасная Дочь Безумного Учёного» и в шутку предлагает пожениться. Практически сразу её отец Джейкоб Берроуз устраивает безобразный скандал с коллегой-математиком, и хозяйка дома — Хильда Корнерс (по прозвищу «Язва») уводит его. Все четверо хотят лететь на машине Берроуза, но Зебадия, движимый предчувствием, заставляет всех спрятаться на стоянке, когда происходит взрыв. Все спасаются на его летающей амфибии «Гэй Обманщице». Далее ДиТи и Зеб, а также Джейк и Хильда вступают в брак друг с другом (Хильда — старая приятельница покойной жены Берроуза и крёстная мать ДиТи). Во время церемонии выясняется, что полное имя Зеба — Джон Картер, а инициалы «ДиТи» означают «Дея Торис». Дома профессор Берроуз объявляет, что занимается математикой многомерных пространств и построил континуумоход, который устанавливают на «Гэй». Коллеги не приняли его идей. Зеб, проведя анализ информационных сообщений, выясняет, что все четверо объявлены погибшими, в офисе профессора в университете произошёл пожар, уничтоживший все следы его исследований. Убит и кузен Зеба по имени Зебулон Картер, который занимался той же проблематикой, что и Джейкоб. Из этого следует, что за учёными началась охота. Вскоре на уединённое ранчо Берроуза совершает нападение некий странный рейнджер. В это время герои рассуждают о Барсуме и держат в руках сабли, поэтому Зеб убивает агрессивного рейнджера, а Хильда, проводя вскрытие, обнаруживает, что это совершенно чуждое землянам существо, с иной физиологией (оно гермафродит), анатомией (суставы всех конечностей двойные) и биохимией, как у омара. Зеб предлагает называть этих существ «чёрными шляпами» — по символу злодеев в классических вестернах. Герои срочно грузятся в «Гэй Обманщицу», и успевают перейти в иное измерение за мгновение до ядерного взрыва, уничтожившего их дом. Далее они перемещаются во вселенную, где действительно существует Барсум.
Герои встречают двух тарков — зеленокожих кочевников, и их принимают как родственников Джона Картера — владыки Марса — и Деи Торис — принцессы Гелиума. Хильда подарила принцессе свою норковую накидку, которая на Барсуме ценится дороже, чем на Земле. Оказывается, что Барсум постоянно связан с Землёй, космические сообщения позволяют возить в оба направления туристов, в марсианских королевствах земные туристы пользуются услугами фирм «American Express» и «Thomas Cook», а туземцы изучают английский язык в школах «Berlitz». Со временем оказывается, что «чёрные шляпы» (марсиане называют их панкерами) некогда напали на Барсум, но потерпели поражение и вымерли. Однако они поработили Землю, а земляне постепенно порабощают марсиан экономически. Джейк Берроуз решает раскрыть марсианским учёным секрет континуумохода, чтобы сбросить иго панкеров. Поскольку Хильда и ДиТи беременны, герои решают двигаться дальше по мирам вселенной. Согласно теории Джейкоба (n-мерной неевклидовой геометрии), вселенная имеет шесть измерений, соответственно, количество параллельных миров достигает {\displaystyle (6^{6})^{6}}, то есть 10314424798490535546171949056. Компания посещает страну Оз, в которой Гэй Обманщица становится разумным существом, общается с Льюисом Кэроллом, видят военный флот лилипутов и битву сэра Мордреда. Некоторое время две семейные пары проводят в мире Серых ленсменов Дока Смита, но не хотят жить в обстановке вечной войны. Наконец, все четверо находят пасторальный мир (пространственная ось Тэ 39+), где обустраивают новое семейное гнездо и обзаводятся детьми — Зебулоном и Жаклин. В самом финале главные герои мобилизуют героев всех известных им вселенных, включая сына Джона Картера — Карториса из Гелиума, и Лазаруса Лонга, чтобы уничтожить «чёрных шляп» во всех шестнадцати измерениях, которые те захватили.

## История создания и публикации
Осенью 1976 года в записных книжках Р. Хайнлайна был зафиксирован замысел «Панки́ против Барсума». Под «панка́ми» (англ. Pankí) подразумевалась некая невнятная, но вполне реальная угроза, нависшая над миром. Постепенно слово трансформировалось в «панке́ру» — название отдельной особи «чёрных шляп», каковое впервые упоминается в тридцатой главе романа; в тексте понятия «панки» и «панкера» взаимозаменяемы, а логика их использования неясна из контекста. Название романа на данном этапе было «The Panki-Barsoom: Number of the Beast» («Панки с Барсума: число Зверя»). Полноценная работа над романом шла с лета 1977 года; рукопись быстро увеличивалась в объёме. Первый черновик составил 769 машинописных страниц. К октябрю 1977 года писатель создал две альтернативные концовки, из которых выбрал одну, и сократил текст примерно на четверть. Супруга писателя — Вирджиния Хайнлайн — была вынуждена признать результат работы крайне неудачным и предложила не делать попыток опубликовать роман. Роберт согласился и отправил рукопись в папку под индексом «Opus-176» с пометой «уничтожить». После приступа ишемической болезни в 1978 году Хайнлайн перечитал рукопись и решил, что результат «посредственный», но может использоваться для следующих произведений. По одной из версий, главной причиной такого решения была бы слишком большая сложность с приобретением авторских прав на произведения писателей, чьи миры и герои в изобилии использовались в романе. В итоге почти треть текста вошла в новый роман «Число зверя», начатый публикацией в 1979 году. Однако рукопись «Панкеры» не была сожжена. Даже когда перед смертью писатель повторил пожелание не отправлять её в архив, она всё-таки сохранилась в собрании Хайнлайна в библиотеке Калифорнийского университета в Лос-Анджелесе. Там рукопись была обнаружена Махмудом Шахидом из издательства «Arc Manor», который решил опубликовать текст параллельно с «Числом зверя». Редакторы назвали роман «Погоня за панкерой: параллельный роман о параллельных вселенных» (англ. The Pursuit of the Pankera: A Parallel Novel about Parallel Universes).

## Литературные особенности
По мнению С. В. Голда, для Роберта Хайнлайна роман был экспериментом в области формы, следующим шагом в сторону постмодернизма. Писатель «планировал устроить весёлый мэш-ап, смешав в кучу персонажей Льюиса Кэролла, Фрэнка Баума, Эдгара Берроуза, Эда Элмера Смита и добавив своих собственных героев. По сюжету нашу Землю захватили зловещие чужаки, и ожившие литературные герои бросаются её спасать». При этом Хайнлайн решил подвести под откровенно сказочный антураж научно-философскую основу. Так, Зебадия пришёл к выводу, что его жена, тесть и Хильда, и он сам являются чьей-то выдумкой, и их автор живёт на Земле измерения по пространственной оси Тау-3+. В конце концов Хайнлайн отрефлексировал это как концепцию «Мир-Как-Миф», сделавшейся основой всего его позднего творчества, объединив все романы писателя в одно многомерное целое. Также писатель экспериментировал с многомерностью подачи материала за счет четырёх равноправных главных героев, от лица которых ведётся изложение линейного сюжета. По оценке С. В. Голда именно это ему так и не удалось.
Издатели подчёркивали, что рукопись «Панкеры» не была до конца вычитана автором, содержала множество нестыковок, а конец являлся откровенно скомканным. С. В. Голд выявил, что в «Число зверя» перешли целиком главы 1—17 и 31—37 из «Погони за панкерой» (последние получили номера 30—36). Главы подверглись некоторой переработке, диалоги могли менять адресатов, когда реплики одних героев перешли к другим. Алан Браун отмечал, что в новом романе добавилось воинствующего феминизма и постоянных разбирательств героев из-за первенства, которые не нарушали органичности повествования «Панкеры». Джейкоб в первоначальном романе о Барсуме был более серьёзным, а Хильда и ДиТи — более покладистыми, при сохранении полной личностной автономии. Главным отличием «Числа зверя» стало то, что Хайнлайн заменил расу вторженцев-панкеров на единственное неуловимое существо, под личиной которой скрывался сам автор. Игра слов была перенесена из текста 1977 года: злобный профессор — противник Берроуза — по имени Neil O’Heret Brain это Robert A. Heinlein, фальшивый рейнджер Bennie Hibol — Bob Heinlein.
Обозревательница газеты The Guardian Элисон Флуд пересказывала суждения публикаторов, что «Погоня…» более соответствует привычному для читателей стилю Хайнлайна и читается легче, чем «Число зверя». Издатель электронного фэнзина Майк Глаер выражал радость, что прочитал роман в библиотеке, когда мог вернуть книгу, но предупреждал потенциальных читателей, что потраченного ими времени никто не вернёт.
С. В. Голд считал роман неудачным. Согласно его мнению, Роберт Хайнлайн «исписался», и с начала 1970-х годов испытывал при создании каждого нового романа одни и те же проблемы: с трудом развернув сюжет, он утрачивал контроль за ним, после чего повествование двигалось само по себе. После того, как герои оказались на Барсуме, сюжет в «Погоне за панкерой» исчезает. В тексте очень много описаний, диалогов, лекций и поучений, напоминающих документальные записи о кругосветном путешествии четы Хайнлайнов «Королевский вояж». Такое же отсутствие действия характерно и для следующих перемещений героев по фантастическим вселенным. Финал романа напоминал краткий конспект. Действия и события не описаны, так как произошли либо в прошлом, либо вне сюжета романа.

[Роман] был своеобразным фанфиком на марсианский цикл Берроуза. Причём фанфиком самого худшего образца — это были влажные мечты подростка, попавшего в прочитанный роман, где он не только крут настолько, что может сравниться с Главным героем, но и обладает тайным для всех прочих знанием. В общем, картинка типа «и тут появляюсь я — и все удивились».

## Издания
- Heinlein R. A. The Pursuit of the Pankera / Shahid Mahmud. Publisher's Note; David Weber. Introduction. — Rockville, Maryland : CAEZIK SF & Fantasy, 2020. — 512 p. — ISBN 978-1-64710-001-8.
- Хайнлайн Р. Погоня за панкерой / Пер. Д. Казакова; Послесловие редактора С. В. Голд. — М. : Эксмо: Fanzon, 2022. — 640 с. — (Sci-Fi Universe. Лучшая новая НФ). — ISBN 978-5-04-122891-0.